# Paolo Conte – Via con me

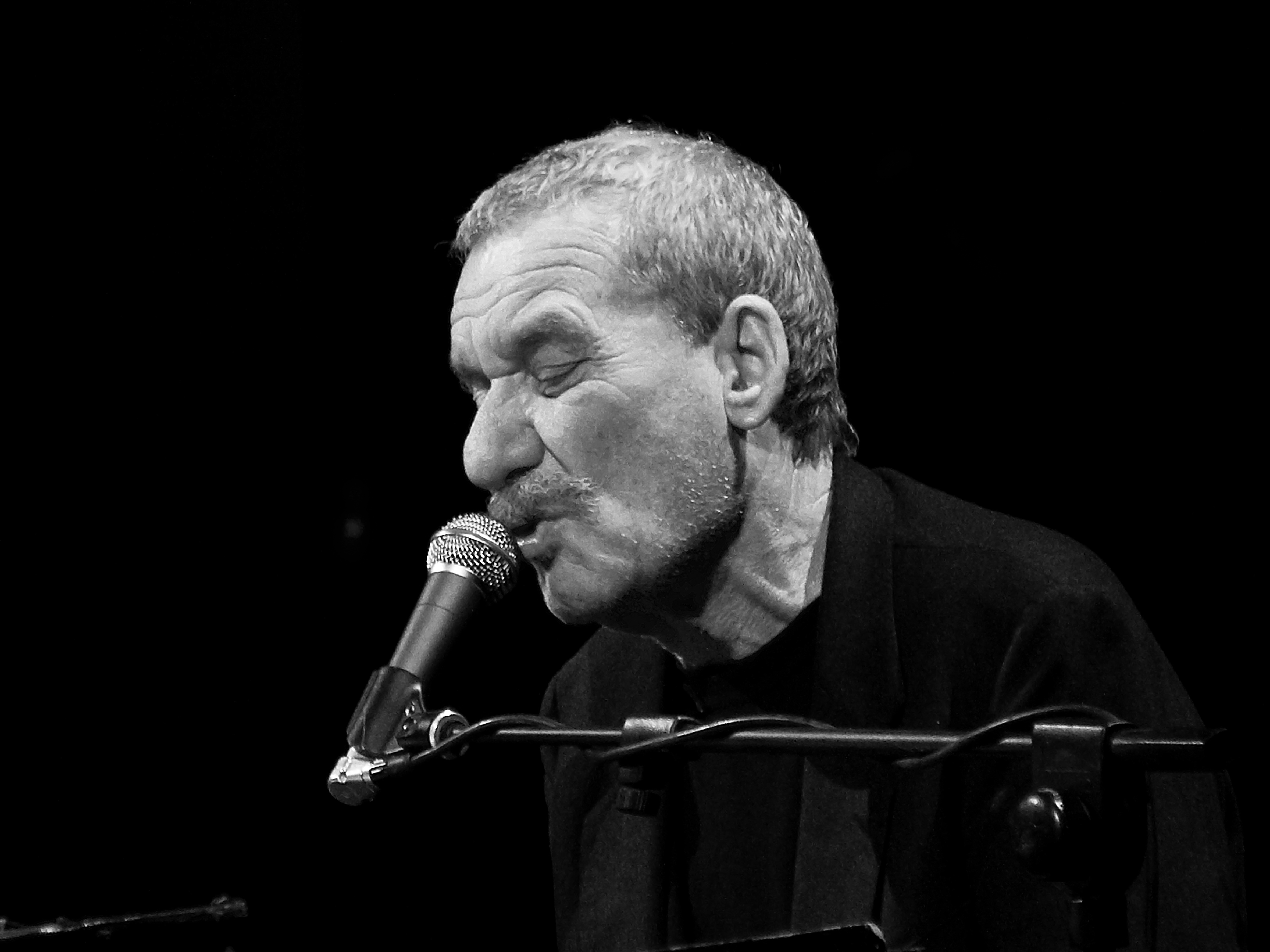
Paolo im Teatro Europauditorium in Bologna

Paolo Conte – Via con me ist ein Dokumentarfilm des italienischen Regisseurs Giorgio Verdelli. Der Film ist ein Porträt des medienscheuen italienischen Sängers und Liedermachers Paolo Conte. Mit viel Musik folgt der Film dem Leben des Künstlers.

## Inhalt
Zu Beginn des Films sieht man Aufnahmen aus dem Piemont, der Heimat des italienischen Sängers. Conte kam 1937 in der Stadt Asti zur Welt. Er sagt, er sehe sich mit seiner Kunst als eine Art Landschaftsmaler. In der Dokumentation über Paolo Conte lässt Giorgio Verdelli viele prominente Zeitzeugen, von Roberto Benigni über Isabella Rossellini und Jane Birkin bis hin zum französischen Regisseur Patrice Leconte zu Worte kommen. Durch die Interviews, die Bilder und die Musik versucht Verdelli auf die Spur zu kommen, was Conte als Komponisten, als Dichter, als Sänger und als Performer ausmacht.
In Paolo Contes Atelier in Asti führt der Regisseur Interviews mit dem medienscheuen Sänger und Songwriter durch. Diese werden ergänzt durch umfangreiches Konzert-Archivmaterial. Verdelli orientiert sich in seinem Film an den wichtigsten Stationen von Contes Karriere. Dabei nimmt er die Zuschauer mit in Contes Kindheit in einer Juristenfamilie, zu seinen Anfängen in einer Band mit dem Bruder und in die Zeit, als er noch seinen Beruf als Rechtsanwalt und Notar ausübte. Ab Mitte 1960er Jahre komponierte und arrangierte er. Ein Thema des Films ist Azzurro, der Megahit von 1968, der Conte zusammen mit Michele Virano gelang. Das Stück wurde 1968 mit der B-Seite Una carezza in un pugno von Adriano Celentano als Single veröffentlicht. Die Platte erreichte Platz eins der italienischen M&D-Charts und wurde zur meistverkauften Single des Jahres. Der Film zeigt, wie 1974 die juristische Karriere aufgab, um sich zukünftig hauptsächlich der Musik zu widmen.
Verdellis Film folgt weniger der Chronologie der Ereignisse. Vielmehr legt er seine Schwerpunkte auf das, was heute als Contes Lebenswerk erscheint. Immer wieder verbindet der Regisseur aktuelle Aufnahmen aus den letzten Jahren mit Auftritten aus früheren Jahrzehnten.

## Kritiken
„Verdellis ‚Paolo Conte – Via con me‘ hätte leicht ein müder, nostalgischer Rückblick werden können, die Momente sind im Film klar zu erkennen. Doch Paolo Conte und seine Musik, vor allem aber die Gelassenheit auf und jenseits der Bühne bewahren den Film davor, tun mehr als das. ‚Bei Paolo gibt es diese unglaubliche Freiheit, denn er ist frei von Anmaßung‘, sagt Isabella Rossellini. Das Filmische der Lieder Contes tut ein Übriges: Statt eines Rückblicks lädt Verdellis Film ein zu einer fortwährenden Neuaneignung auch des eventuell Bekannten. Die Sprachbilder Contes, die Charaktere, die er in seinen Liedern skizziert, die groovige Musik, sein Charme tragen den Film.“

„‚Via Con Me‘ ist das Porträt eines leidenschaftlichen Künstlers, der in seinen Liedern Emotionen, Perfektion und Grandezza zu einem stimmungsvollen musikalischen Gesamterlebnis verwebt.“

„Es finden sich tolle Fundstücke italienischer Fernsehunterhaltung darunter, aber vor allem erstaunt, wie sehr Conte über die langen Jahrzehnte sich selbst treu geblieben ist. Noch als 84-Jähriger strahlt er dieselbe eigensinnige Energie und dasselbe vom Jazz inspirierte musikalische Engagement aus wie damals in den 70ern. It’s wonderful.“

„Seine von unzähligen Zigaretten sanft und dunkel gerauchte Stimme, die umhüllt und tief in die Seele dringt. Seine Welthits – ‚Azzurro‘, ‚Gelato al limon‘, ‚Sparring Partner‘ – voller Eleganz, Zärtlichkeit und Poesie. Giorgio Verdelli verneigt sich in seiner (zu) nostalgischen Doku vor dem piemontesischen Anwalt und Cantautore Paolo Conte, der ‚das Wesen der Lieder verteidigt‘ und von Roberto Benigni als ‚Fürst der italienischen Musik‘ verehrt wird.“